# Červený raptor
Červený raptor (orig. Raptor Red) je román amerického paleontologa Roberta T. Bakkera z roku 1995 (česky vyšel v roce 2000), k němuž si autor sám vytvořil také doprovodné ilustrace. Děj knihy je zasazen do dnešního Utahu v období spodní křídy, zhruba před 120 miliony let. Autor vytvořil poutavý příběh založený na interakcích jednotlivých dinosauřích druhů žijících v období křídy v oblasti Utahu, aniž by jim přitom propůjčoval lidskou řeč či lidské vlastnosti, třebaže občas jednoduchými větami či jen pouhými slovy vyjadřoval "překlad" jejich myšlenek a interpretaci jejich řeči těla.
Hlavní "postavou" příběhu je samice velkého dromeosaurida utahraptora, která žije svým nebezpečným životem ve světě ostatních dinosaurů i jiných pravěkých tvorů. Příběh je vyprávěn především z pohledu této samice "raptora", s příležitostnými pasážemi, kdy je děj sledován z pohledu jiných postav/tvorů. Bakker ve své knize popisuje velmi živým a poutavým jazykem sociální, behaviorální i jiné aspekty života teropodních dinosaurů, zobrazují se zde také jeho vlastní teorie a hypotézy. Autor se však místy nechává až příliš strhnout dějem a podává vědecká fakta poměrně volným způsobem, za což je jinými paleontology (například Davidem B. Normanem) kritizován. Místy také používá až nevhodné slangové výrazy (v originále "pissed off" nebo "cool").
Třebaže odborníky kritizovaná, kniha přibližuje dinosaury a jejich svět běžnému člověku poutavým a neobvyklým způsobem, obsahující moderní poznatky o jejich způsobu života a přenášející je zábavnou formou do širšího povědomí. Kniha se setkala s velmi pozitivním ohlasem, což bylo zřejmě dáno také úspěchem tematicky příbuzného filmu Jurský park, který měl premiéru o dva roky dříve. Podobný způsob vykreslení pravěku použil ve svých knihách také český paleontolog Josef Augusta, ale jeho příběhy byly jen krátké a navzájem neprovázané povídky z různých období vývoje života na Zemi a v případě dinosaurů reflektující zastaralou představu pomalých a hloupých plazů. Kniha Červený raptor naopak popisuje dinosaury (obzvláště dromeosauridy) jako značně bystré a hbité tvory.
Podle autora knihy měl zájem o zpracování Červeného raptora také filmový Hollywood, ale žádný kontrakt nebyl zatím podepsán.

## České vydání
1. Červený raptor; překlad Dana Vlčková; Praha: BETA - Dobrovský a Ševčík; 2000; 192 s; ISBN 80-242-1007-X

## Druhy zvířat v románu
- Dinosauři
  - Acrocanthosaurus
  - Astrodon
  - Bičující ocas  - blíže nespecifikovaný spodnokřídový diplodocidní sauropod
  - Deinonychus
  - Gastonia
  - Iguanodon
  - Nodosaurus
  - Pštrosí dinosaurus  - blíže nespecifikovaný spodnokřídový teropod z čeledi Ornithomimidae
  - Segnosaurus
  - Troodon
  - Utahraptor
- Pterosauři  - vícero většinou blíže nespecifikovaných druhů
  - Ornithocheirus  - někdy též zvaný Criorhynchus
  - Ornithodesmus  - ve skutečnosti správně Istiodactylus (více viz příslušná hesla)
- Ostatní
  - Aegialodon  - spodnokřídový savec z čeledi Aegialodontidae, řádu Aegialodontia
  - Bernissartia  - spodnokřídový krokodýl z čeledi Bernissartiidae, řádu Crocodilia
  - Chlupatá koule  - blíže nespecifikovaný spodnokřídový savec z řádu Multituberculata (v anglické verzi románu zkráceně "Multis")
  - Kronosaurus  - spodnokřídový mořský dravý plaz z čeledi Pliosauridae, řádu Plesiosauria
  - Sinornis  - spodnokřídový pták z čeledi Cathyornithidae, řádu Sinornithiformes
  - Trinitichelys  - spodnokřídový druh vodní želvy z čeledi Baenidae, řádu Chelonia